# カトリックたかとり教会
カトリックたかとり教会（カトリックたかとりきょうかい）は、日本の神戸市長田区にあるキリスト教カトリック大阪大司教区の教会およびその聖堂である。

## 沿革
1927年に聖堂が建てられる。
阪神・淡路大震災で聖堂が全焼し、その後に救援基地としてボランティアの拠点となった。震災当時の信者は約650名。
1995年9月17日に、建築家坂茂の設計による紙管を使用した仮設集会所兼聖堂が完成し、ペーパードームたかとりと命名され、復興と交流のシンボルになった。紙の教会とも呼ばれたこの建築は、2005年に解体され、2006年に台湾の南投県埔里鎮桃米村に被災復興の交流拠点として移設され、紙教堂と呼ばれるようになった。同地は1999年の921大地震で大きな被害を受けた地域である。
2005年1月17日、震災10周年を機にカトリック鷹取教会からカトリックたかとり教会と名称を変更した。2007年には仮設聖堂を手掛けた坂茂の設計による新聖堂が完成し、献堂式が行われた。救援と復興の核となったたかとりコミュニティセンターも新聖堂内に共存している。
2007年から毎年同聖堂で、カトリック教会と仏教による合同の大震災追悼儀式が行われている。式次第は次の通り。祭壇に「阪神淡路大震災犠牲者各位位牌」と十字架を飾り、地震発生時刻の5時46分に山伏がほら貝をならし、聖書朗読、聖歌、般若心経を唱え、焼香を行う。

## 所在地
- 〒653-0052　神戸市長田区海運町 3-3-8[7]

## ミサ時間
2023年4月以降（2025年3月までの3年間）
　主日ミサ　毎週日曜日　　　　　9時開始
　平日ミサ　毎週月・水・土曜日　7時開始

2025年4月以降（復活祭後）は毎週日曜日の主日ミサは11時開始に変更